# بدینگتون (ویرجینیای غربی)
بدینگتون (به انگلیسی: Bedington) یک منطقهٔ مسکونی در ایالات متحده آمریکا است که در شهرستان برکلی، ویرجینیای غربی واقع شده‌است.